# Vlajko Begović
Vlajko Begović, jugoslovanski revolucionar in politik, * 8. februar 1905, † 17. februar 1989.

## Življenjepis
Študiral je na Visoki tehnični šoli v Pragi, kjer je postal komunist. Leta 1927 je vstopil v SKOJ in leta 1930 v KPJ. Med letoma 1930 in 1933 je deloval kot organizator komunističnega gibanja v Jugoslaviji in v letih 1933−34 v Franciji. Med letoma 1935 in 1936 je bil sprva študent, nato pa predavatelj na Komunistični univerzi narodnostnih manjšin Zahoda.
Med špansko državljansko vojno je bil sprva v 15. mednarodni brigadi, nato pa v 35. diviziji. Po koncu vojne je prebežal v Francijo, kjer je do leta 1943 ostal v ujetniškem taborišču. Tega leta je pobegnil in postal eden od organizatorjev komunističnega odpora v južni Franciji. Januarja 1945 se je vrnil v Jugoslavijo.
Po vojni je zasedal več položajev v družbenih organizacijah in političnih ustanovah, bil mdr. član CK KPJ/ZKJ, direktor Borbe, prvi direktor Visoke politične šole v Beogradu itd. 

## Odlikovanja
- Red junaka socialističnega dela
- Red republike
- Red zaslug za ljudstvo